# Ochlandra travancorica
Ochlandra travancorica är en gräsart som först beskrevs av Richard Henry Beddome, och fick sitt nu gällande namn av James Sykes Gamble. Ochlandra travancorica ingår i släktet Ochlandra och familjen gräs. Inga underarter finns listade i Catalogue of Life.

## Bildgalleri

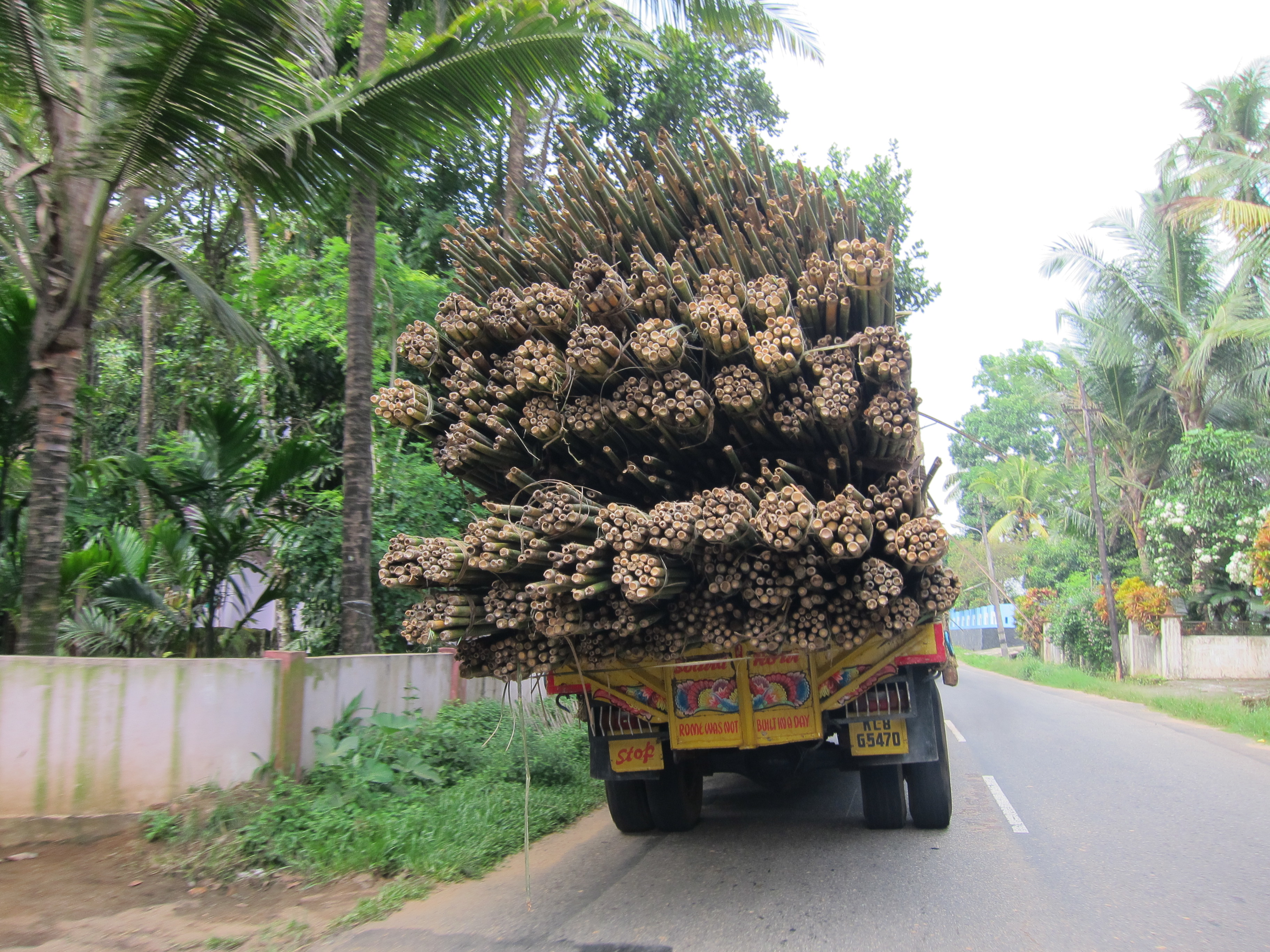